# الكسندر فون هارتمان
الكسندر فون هارتمان (بالألمانية: Alexander von Hartmann)‏ هو ضابط ألماني، ولد في 11 ديسمبر 1890 في برلين في ألمانيا، وتوفي في 26 يناير 1943 في فولغوغراد في روسيا.